# Atimia okayamensis
Atimia okayamensis es una especie de escarabajo longicornio del género Atimia, tribu Atimiini, subfamilia Lamiinae. Fue descrita científicamente por Hayashi en 1972.
La especie se mantiene activa durante los meses de marzo, abril, mayo, julio, octubre, noviembre y diciembre.

## Descripción
Mide 5,5-8,5 milímetros de longitud.

## Distribución
Se distribuye por Japón.